# Ojcowie Doktryny Chrześcijańskiej
Ojcowie Doktryny Chrześcijańskiej (Doktrynariusze) – męski instytut życia konsekrowanego założony 29 września 1592 roku przez francuskiego księdza rzymskokatolickiego, błogosławionego César de Bus'a w L’Isle-sur-la-Sorgue. 23 grudnia 1597 roku Stolica Apostolska zatwierdziła zgromadzenie. Do śmierci założyciela w 1607 roku zgromadzenie posiadało domy zakonne w Tuluzie, Brive-la-Gaillarde i Awinion. Początkowo zakonnicy zajmowali się edukacją dzieci. Od 1726 roku dom generalny znajduje się w Rzymie w kościele Świętej Marii w Monticelli. W 1747 roku zakon wchłonął założone w 1560 roku przez Marco de Sadis Cusani'ego Arcybractwo Doktryny Chrześcijańskiej znanych ówcześnie szerzej jako Agatyści (od nazwy kościoła Świętej Agaty na Zatybrzu, w którym posługiwali). Obecnie doktrynariusze zajmują się pracą w parafiach, nauczaniem i publikowaniem tekstów katechetycznych. Pracują jako nauczyciele i katecheci w szkołach w Brazylii, Burundi, Indiach, Włoszech i Szwajcarii. Od 2007 roku przełożonym wspólnoty jest ojciec Giovanni Mario Redaelli. Z zakonem związany jest brazylijski biskup Vilson Dias de Oliveira. Zmarły w 2012 roku biskup diecezji Corumbá José Alves da Costa również był doktrynariuszem. Skrótem zakonnym jest DC. Do 31 grudnia 2010 roku zakon składał się z 17 wspólnot z 89 zakonnikami, spośród których 58 to księża.